# 第121至140屆直木獎入圍者及得獎者列表
這是一份列出第121屆到第140屆直木奖獲獎者及入圍者的列表。
直木奖，全名直木三十五奖，是日本重要的文學獎項之一，由文藝春秋社的菊池寬為紀念直木三十五而設立，主要是頒發給大眾文學的新銳作家。直木奖每年頒發兩次，上半年以12月1日至5月31日之間公開發表的所有作品為審查對象，下半年則是6月1日到11月30日。若為刊載於雑誌上的作品，則期限分別為11月1日到5月31日、及5月1日至10月31日。
首先會由文藝春秋社的編輯及出版部成員約20人，選出數篇作品，再交由作家組成的「選考委員會」選出獲獎者。每年度的評選會議會在7月及隔年的1月各召開一次。每一屆的獲獎作家可能不只一名，但也有可能從缺。已經獲頒過此獎的作家就不能二度獲獎。
從121到140屆，共已誕生了26位得獎者，其中7位是首次入圍就獲獎。而共有兩屆得獎者從缺（第128及136屆）。
註：書名若尚無正式中文翻譯者，均為編者暫譯。

## 第121到130屆
| 評審委員：阿刀田高、五木寛之、井上廈、黑岩重吾、田邊聖子、津本陽、平岩弓枝、渡邊淳一                                                     |                                         |                       |                                                             |
| 獲獎 | 候選者 （第二行為作者姓名的日語羅馬字） | 入圍次數 （不含該屆） | 入圍作品 （第二行為作品原名，第三行為作品名稱之日語羅馬字） |
| | 宇江佐真理                              | 2                     | 《紫紺之燕──結髮伊三次捕物餘話》                            |
| ◎ | 桐野夏生                                | 1                     | 《柔軟的面頰》                                              |
| | 黑川博行                                | 2                     | 《文福茶釜》                                                |
| ◎ | 佐藤賢一                                | 0                     | 《王妃的離婚》                                              |
| | 天童荒太                                | 0                     | 《永遠的仔》                                                |
| 評審委員：阿刀田高、五木寛之、井上廈、黑岩重吾、田邊聖子、津本陽、平岩弓枝、渡邊淳一                                                     |                                         |                       |                                                             |
| 獲獎 | 候選者 （第二行為作者姓名的日語羅馬字） | 入圍次數 （不含該屆） | 入圍作品 （第二行為作品原名，第三行為作品名稱之日語羅馬字） |
| ◎ | 中西禮                                  | 1                     | 《長崎搖搖晃晃小調》                                        |
| | 東野圭吾                                | 1                     | 《白夜行》                                                  |
| | 馳星周                                  | 2                     | 《M》                                                       |
| | 福井晴敏                                | 1                     | 《亡國的神盾》                                              |
| | 真保裕一                                | 0                     | 《邊界線》                                                  |
| 評審委員：阿刀田高、五木寛之、井上廈、北方謙三、 黑岩重吾、田邊聖子、津本陽、林真理子、平岩弓枝、宮城谷昌光、渡邊淳一                    |                                         |                       |                                                             |
| 獲獎 | 候選者 （第二行為作者姓名的日語羅馬字） | 入圍次數 （不含該屆） | 入圍作品 （第二行為作品原名，第三行為作品名稱之日語羅馬字） |
| | 宇江佐真理                              | 3                     | 《雷櫻》                                                    |
| | 乙川優三郎                              | 1                     | 《藤蔓的尖端們》                                            |
| ◎ | 金城一紀                                | 0                     | 《GO》                                                      |
| | 重松清                                  | 1                     | 《卡卡西的暑假》                                            |
| | 真保裕一                                | 1                     | 《閃光燈》                                                  |
| ◎ | 船戶與一                                | 0                     | 《虹之谷的五月》                                            |
| 評審委員：阿刀田高、五木寛之、井上廈、北方謙三、 黑岩重吾、田邊聖子、津本陽、林真理子、平岩弓枝、宮城谷昌光、渡邊淳一                    |                                         |                       |                                                             |
| 獲獎 | 候選者 （第二行為作者姓名的日語羅馬字） | 入圍次數 （不含該屆） | 入圍作品 （第二行為作品原名，第三行為作品名稱之日語羅馬字） |
| | 岩井志麻子                              | 0                     | 《岡山女》                                                  |
| ◎ | 重松清                                  | 2                     | 《維他命F》                                                 |
| |                                         | 0                     | 《插座》                                                    |
| | 天童荒太                                | 1                     | 《滿溢的愛》                                                |
| ◎ | 山本文緒                                | 0                     | 《渦蟲》                                                    |
| | 橫山秀夫                                | 1                     | 《動機》                                                    |
| 評審委員：阿刀田高、五木寛之、井上廈、北方謙三、 黑岩重吾、田邊聖子、津本陽、林真理子、平岩弓枝、宮城谷昌光、渡邊淳一                    |                                         |                       |                                                             |
| 獲獎 | 候選者 （第二行為作者姓名的日語羅馬字） | 入圍次數 （不含該屆） | 入圍作品 （第二行為作品原名，第三行為作品名稱之日語羅馬字） |
| | 奧田英朗                                | 0                     | 《邪魔》                                                    |
| | 真保裕一                                | 2                     | 《黃金之島》                                                |
| |                                         | 1                     | 《馬賽克》                                                  |
| | 東野圭吾                                | 2                     | 《單戀》                                                    |
| ◎ | 藤田宜永                                | 2                     | 《愛的領域》                                                |
| | 山之口洋                                | 0                     | 《我是弗朗索瓦》                                            |
| 評審委員：阿刀田高、五木寛之、井上廈、北方謙三、 黑岩重吾、田邊聖子、津本陽、林真理子、平岩弓枝、宮城谷昌光、渡邊淳一                    |                                         |                       |                                                             |
| 獲獎 | 候選者 （第二行為作者姓名的日語羅馬字） | 入圍次數 （不含該屆） | 入圍作品 （第二行為作品原名，第三行為作品名稱之日語羅馬字） |
| | 石田衣良                                | 0                     | 《娼年》                                                    |
| | 乙川優三郎                              | 2                     | 《葛野》                                                    |
| | 黑川博行                                | 3                     | 《國境》                                                    |
| | 諸田玲子                                | 0                     | 《惡作劇─瓢六捕物帖》                                       |
| ◎ | 山本一力                                | 0                     | 《茜空》                                                    |
| ◎ | 唯川惠                                  | 2                     | 《間接戀人》                                                |
| 評審委員：阿刀田高、五木寛之、井上廈、北方謙三、 黑岩重吾、田邊聖子、津本陽、林真理子、平岩弓枝、宮城谷昌光、渡邊淳一                    |                                         |                       |                                                             |
| 獲獎 | 候選者 （第二行為作者姓名的日語羅馬字） | 入圍次數 （不含該屆） | 入圍作品 （第二行為作品原名，第三行為作品名稱之日語羅馬字） |
| ◎ | 乙川優三郎                              | 3                     | 《活著》                                                    |
| | 宇江佐真理                              | 4                     | 《被斬的權佐》                                              |
| | 江國香織                                | 0                     | 《游泳既不安全也不適切》                                    |
| | 奧田英朗                                | 1                     | 《In the pool》                                             |
| | 中山可穗                                | 0                     | 《花伽藍》                                                  |
| | 松井今朝子                              | 0                     | 《殘忍，不該不做》                                          |
| 評審委員：阿刀田高、五木寛之、井上廈、北方謙三、 黑岩重吾、田邊聖子、津本陽、林真理子、平岩弓枝、宮城谷昌光、渡邊淳一 註：本屆獲獎者從缺 |                                         |                       |                                                             |
| 獲獎 | 候選者 （第二行為作者姓名的日語羅馬字） | 入圍次數 （不含該屆） | 入圍作品 （第二行為作品原名，第三行為作品名稱之日語羅馬字） |
| | 石田衣良                                | 1                     | 《骨音──池袋西口公園III》                                   |
| | 奧田英朗                                | 2                     | 《聖母》                                                    |
| | 角田光代                                | 0                     | 《空中庭園》                                                |
| | 京極夏彥                                | 1                     | 《偷窺狂小平次》                                            |
| | 松井今朝子                              | 1                     | 《模仿者》                                                  |
| | 橫山秀夫                                | 2                     | 《半自白》                                                  |
| 評審委員：阿刀田高、五木寛之、、北方謙三、田邊聖子、津本陽、林真理子、平岩弓枝、宮城谷昌光、渡邊淳一                                     |                                         |                       |                                                             |
| 獲獎 | 候選者 （第二行為作者姓名的日語羅馬字） | 入圍次數 （不含該屆） | 入圍作品 （第二行為作品原名，第三行為作品名稱之日語羅馬字） |
| | 伊坂幸太郎                              | 0                     | 《重力小丑》                                                |
| ◎ | 石田衣良                                | 2                     | 《4 TEEN 十四歲》                                           |
| | 宇江佐真理                              | 5                     | 《褪色的神田堀──河岸的夕照》                                |
| | 真保裕一                                | 3                     | 《被連接的明日》                                            |
| | 東野圭吾                                | 3                     | 《信》                                                      |
| ◎ | 村山由佳                                | 0                     | 《星星們的船》                                              |
| 評審委員：阿刀田高、五木寛之、井上廈、北方謙三、田邊聖子、津本陽、林真理子、平岩弓枝、宮城谷昌光、渡邊淳一                               |                                         |                       |                                                             |
| 獲獎 | 候選者 （第二行為作者姓名的日語羅馬字） | 入圍次數 （不含該屆） | 入圍作品 （第二行為作品原名，第三行為作品名稱之日語羅馬字） |
| ◎ | 江國香織                                | 1                     | 《準備好大哭一場》                                          |
| ◎ | 京極夏彥                                | 2                     | 《後巷說百物語》                                            |
| | 朱川湊人                                | 0                     | 《都市傳說烏賊》                                            |
| | 馳星周                                  | 3                     | 《生誕祭》                                                  |
| | 姬野薰子                                | 1                     | 《墮、落》                                                  |

## 第131到137屆
| 評審委員：阿刀田高、五木寛之、、北方謙三、田邊聖子、津本陽、林真理子、平岩弓枝、宮城谷昌光、渡邊淳一         |                                         |                       |                                                             |
| 獲獎 | 候選者 （第二行為作者姓名的日語羅馬字） | 入圍次數 （不含該屆） | 入圍作品 （第二行為作品原名，第三行為作品名稱之日語羅馬字） |
| | 伊坂幸太郎                              | 1                     | 《孩子們》                                                  |
| ◎ | 奧田英朗                                | 3                     | 《空中鞦韆》                                                |
| | 北村薰                                  | 2                     | 《談話的女人們》                                            |
| ◎ | 熊谷達也                                | 0                     | 《邂逅之森》                                                |
| |                                         | 2                     | 《富士山》                                                  |
| | 東野圭吾                                | 4                     | 《幻夜》                                                    |
| 評審委員：阿刀田高、五木寛之、（缺席）、北方謙三、田邊聖子、津本陽、林真理子、平岩弓枝、宮城谷昌光、渡邊淳一 |                                         |                       |                                                             |
| 獲獎 | 候選者 （第二行為作者姓名的日語羅馬字） | 入圍次數 （不含該屆） | 入圍作品 （第二行為作品原名，第三行為作品名稱之日語羅馬字） |
| | 伊坂幸太郎                              | 2                     | 《蚱蜢》                                                    |
| | 岩井三四二                              | 0                     | 《十樂之夢》                                                |
| ◎ | 角田光代                                | 1                     | 《對岸的她》                                                |
| | 古處誠二                                | 0                     | 《七月七日》                                                |
| | 福井晴敏                                | 1                     | 《六個污痕》                                                |
| | 本多孝好                                | 0                     | 《深夜前的五分鐘》                                          |
| | 山本兼一                                | 0                     | 《火天之城》                                                |
| 評審委員：阿刀田高、五木寛之、、北方謙三、津本陽、林真理子、平岩弓枝、宮城谷昌光、渡邊淳一                   |                                         |                       |                                                             |
| 獲獎 | 候選者 （第二行為作者姓名的日語羅馬字） | 入圍次數 （不含該屆） | 入圍作品 （第二行為作品原名，第三行為作品名稱之日語羅馬字） |
| | 絲山秋子                                | 0                     | 《逃亡大胡鬧》                                              |
| | 恩田陸                                  | 0                     | 《尤金尼亞之謎》                                            |
| ◎ | 朱川湊人                                | 1                     | 《花食》                                                    |
| | 古川日出男                              | 0                     | 《貝爾卡，你不會叫了嗎？》                                  |
| | 三浦紫苑                                | 0                     | 《昔年往事》                                                |
| | 三崎亞記                                | 0                     | 《鄰鎮戰爭》                                                |
| | 森繪都                                  | 0                     | 《有一天在海灘傘下》                                        |
| 評審委員：阿刀田高、五木寛之、、北方謙三、津本陽、林真理子、平岩弓枝、宮城谷昌光、渡邊淳一                   |                                         |                       |                                                             |
| 獲獎 | 候選者 （第二行為作者姓名的日語羅馬字） | 入圍次數 （不含該屆） | 入圍作品 （第二行為作品原名，第三行為作品名稱之日語羅馬字） |
| | 伊坂幸太郎                              | 3                     | 《死神的精確度》                                            |
| | 荻原浩                                  | 0                     | 《那一天的選擇》                                            |
| | 恩田陸                                  | 1                     | 《常野物語系列：蒲公英手札》                                |
| | 恆川光太郎                              | 0                     | 《夜市》                                                    |
| ◎ | 東野圭吾                                | 5                     | 《嫌疑犯X的獻身》                                           |
| | 姬野薰子                                | 2                     | 《遙‧80》                                                   |
| 評審委員：阿刀田高、五木寛之、、北方謙三、津本陽（缺席未到）、林真理子、平岩弓枝、宮城谷昌光、渡邊淳一       |                                         |                       |                                                             |
| 獲獎 | 候選者 （第二行為作者姓名的日語羅馬字） | 入圍次數 （不含該屆） | 入圍作品 （第二行為作品原名，第三行為作品名稱之日語羅馬字） |
| | 伊坂幸太郎                              | 4                     | 《砂漠》                                                    |
| | 宇月原晴明                              | 0                     | 《安德天皇飄海記》                                          |
| | 古處誠二                                | 1                     | 《遮斷》                                                    |
| | 貫井德郎                                | 0                     | 《愚行錄》                                                  |
| ◎ | 三浦紫苑                                | 1                     | 《真幌站前多田便利屋》                                      |
| ◎ | 森繪都                                  | 1                     | 《飛舞在空中的塑膠布》                                      |
| 評審委員：阿刀田高、五木寛之、、北方謙三、林真理子、平岩弓枝、宮城谷昌光、渡邊淳一 註：本屆獲獎者從缺        |                                         |                       |                                                             |
| 獲獎 | 候選者 （第二行為作者姓名的日語羅馬字） | 入圍次數 （不含該屆） | 入圍作品 （第二行為作品原名，第三行為作品名稱之日語羅馬字） |
| | 池井戶潤                                | 0                     | 《空中的鑽石》                                              |
| | 荻原浩                                  | 1                     | 《第四次冰河期》                                            |
| | 北村薰                                  | 3                     | 《流人偶》                                                  |
| | 佐藤多佳子                              | 0                     | 《轉瞬為風》                                                |
| | 白石一文                                | 0                     | 《大約多少的愛情》                                          |
| | 三崎亞記                                | 1                     | 《失落的城鎮》                                              |
| 評審委員：淺田次郎、阿刀田高、五木寛之、、北方謙三、林真理子、平岩弓枝、宮城谷昌光、渡邊淳一                 |                                         |                       |                                                             |
| 獲獎 | 候選者 （第二行為作者姓名的日語羅馬字） | 入圍次數 （不含該屆） | 入圍作品 （第二行為作品原名，第三行為作品名稱之日語羅馬字） |
| | 北村薰                                  | 4                     | 《玻璃的天空》                                              |
| | 櫻庭一樹                                | 0                     | 《赤朽葉家的傳說》                                          |
| | 畠中恵                                  | 0                     | 《就是這樣》                                                |
| | 萬城目學                                | 0                     | 《鹿男青出於藍》                                            |
| ◎ | 松井今朝子                              | 2                     | 《吉原手引草》                                              |
| | 三田完                                  | 0                     | 《俳風三麗花》                                              |
| | 森見登美彥                              | 0                     | 《良宵苦短，少女奮力向前走吧！》                            |
| 評審委員：淺田次郎、阿刀田高、五木寛之、、北方謙三、林真理子、平岩弓枝、宮城谷昌光、渡邊淳一                 |                                         |                       |                                                             |
| 獲獎 | 候選者 （第二行為作者姓名的日語羅馬字） | 入圍次數 （不含該屆） | 入圍作品 （第二行為作品原名，第三行為作品名稱之日語羅馬字） |
| | 井上荒野                                | 0                     | 《培根》                                                    |
| | 黑川博行                                | 4                     | 《惡果》                                                    |
| | 古處誠二                                | 2                     | 《敵影》                                                    |
| ◎ | 櫻庭一樹                                | 1                     | 《我的男人》                                                |
| | 佐佐木讓                                | 1                     | 《警官之血》                                                |
| | 馳星周                                  | 4                     | 《在約定之地》                                              |